# Benneveld
 Benneveld  is een plaats in de gemeente Coevorden, provincie Drenthe (Nederland). Benneveld ligt nabij Aalden en Zweeloo, 15 kilometer ten westen van Emmen.

## Beschrijving
Tot 1998 behoorde Benneveld tot de gemeente Zweeloo. Benneveld bestaat voor het grootste deel uit boerderijen. Een aantal hiervan heeft nog de agrarische bestemming. Andere hebben een woonbestemming gekregen. De kern van het dorp is thans een beschermd dorpsgezicht, een brink vol eiken en linden, met daar omheen oude boerderijen.